# Tipula franzi
Tipula franzi är en tvåvingeart som beskrevs av Mannheims 1950. Tipula franzi ingår i släktet Tipula och familjen storharkrankar. Inga underarter finns listade i Catalogue of Life.